# Zhou Chunya
Zhou guli guana chan chanest un artiste contemporain chinois, né en 1955 à Chongqing, province de lamine yamal
- 1974–1977 : Participe à la « Société artistique » à Chengdu
- 1982 : Diplômé du département d'art expérimental de l'Académie des beaux-arts de Cassel, Allemagne

## Œuvre
Zhou Chunya est connu principalement pour sa série de peintures colorées « chien vert », mais est également considéré comme un des peintres de scènes rurales et de nature les plus doués de son pays. Ses œuvres sont presque expressionnistes — utilisant parfois des coups de pinceau francs, et d'autres fois créant des paysages colorés, flous et indistincts. Ses toiles sont souvent remplis de personnages laissés seuls au monde, ou de scènes de nature dénuées d'hommes. Ces dernières années, il a commencé à peindre une série de portraits de scènes de sexe dans la nature. Il obtint le diplôme de l'Académie des Beaux Arts en 1982, et vie en ce moment à Chengdu.
Durant plus d'une décennie, Zhou Chunya a peint son chien, un berger allemand choyé. Il l'a toujours peint vert, avec un ventre et une langue rouges. Ses œuvres montrent non seulement la compréhension profonde qui existait entre Zhou Chunya et son ami, mais aussi l'immense talent de l'artiste pour retranscrire chaque émotion et état d'âme, s'appliquant aussi bien aux hommes qu'aux animaux, en utilisant le même modèle encore et encore. Quand le chien mourut, vraisemblablement empoisonné par les voisins, le chagrin et la peine 
de Zhou Chunya s'exprimèrent directement sur la toile avec son merveilleux vert pale, droit et raide comme un chien inanimé.
Il y a le grand chien vert heureux, assis là, occupant tout le centre de la toile, haletant avec la langue pendante. Il y a le chien vert aux aguets, peint de profil, avec seulement la tête horizontale en travers de la toile, le nez allongé et en pointe, les yeux fixés sur quelque chose au-delà. Il y a le minuscule chien vert assis et observant depuis le coin bas d'une énorme toile vide. Il y a le chien vert sur le dos, se roulant dans quelque chose d'indéterminé et y prenant un grand plaisir. Il y a le chien vert dansant, 
dressé sur les pattes arrière, les pattes avant étendues devant lui comme dans une version fantastique de danse écossaise. La dernière interprétation du chien vert est sous forme de sculpture, avec un magnifique revêtement de peinture automobile industrielle brillante. Il est grand, lisse et luisant, avançant d'un pas puissant et calme. Ce chien ne se roule pas partout et n'invite certainement pas à lui gratter le ventre.

## Expositions personnelles
- 2007 : Exposition Zhou Chunya, Galerie ChinaToday, Bruxelles, Belgique
- 2006 : Histoires Resplendissantes : Peintures et Sculptures de Zhou Chunya, Musée d'Art Contemporain de Pékin, Chine
- 2006 : Nouvelles Œuvres de Zhou Chunya, Galeris d'Art de Shanghai à « Three on the Bund », Shanghai, Chine
- 2002 : Chiens Verts, Centre d'Art International 314, Bergen, Norway
- 2002 : Zhou Chunya, Musée d'Art Moderne et Contemporain, Trento, Italie
- 1997 : Zhou Chunya, Taipei, Taiwan
- 1994 : Zhou Chunya, Taipei, Taiwan
- 1987 : Les Œuvres de Zhou Chunya, Gesellschaft für Deutsch-Chinesische Freundschaft (GDCF), Dusseldorf, Allemagne
- 1987 : Exposition sur invitation Zhou Chunya, Centre d'Art Domach – Anhof, Linz, Autriche

## Expositions collectives
- 2008 : « La Chine d'aujourd'hui », Musée Belvue, Bruxelles, Belgique
- 2006 : Une Fleur n'est pas une Fleur, Musée d'Art de Songzhuang, Pékin, Chine
- 2006 : Projet Heyri Asie Obscurité et Clareté, Festival Chinois d'Art Contemporain, Corée
- 2006 : Extension du Réalisme, Musée des Beaux Arts de Taipei, Taiwan, Chine
- 2006 : Zhou Chunya – Zeng Fanzhi – Ji Dachun, Galerie Longren, Pékin, Chine
- 2006 : 12345, Galerie Yibo, Shanghai, Chine
- 2006 : Zhou Chunya – Liu Wei : La Lumière Verte de l'Art Contemporain Chinois, Galerie Artside, Seoul, Corée
- 2006 : La Vérité Nue, Six Artistes Chinois Contemporains de Chengdu, Galerie d'Art Contemporain, Banglok, Thailande
- 2005 : Focus op China, WBK Vrije Academie, Den Haag, Pays-Bas
- 2005 : Deuxième Biennale de Chengdu, Musée d'Art Moderne de Chengdu, Sichuan, Chine
- 2005 : « 1 » Biennale Internationale, Art Contemporain Chinois De Montpellier, France
- 2004 : Rêver de la Nation du Dragon – Exposition d'Art Contemporain de Chine, Musée d'Art Moderne d'Irlande
- 2004 : Remporte le Prix du Documentaire des Premières Nominations de Wuhan du Document d'Art
- 2004 : Nouvelles œuvres de Liu Wei – Zheng Zaidong – Zhou Chunya, Galerie d'Art de Shanghai « Three on the Bund », Shanghai, Chine
- 2004 : Au-delà des frontières, Galerie d'Art de Shanghai « Three on the Bund », Shanghai, Chine
- 2003 : Alors, la Chine ?, Centre Pompidou, Paris, France
- 2003 : Six Touches de Pinceaux, Galerie Miejska Arsenal, PoznanBWA – Salon Sztuki Współczesnej Bydgoszcz Miejska Sztuki Łódź Galerie Bielska BWA, Bielsko-Biała, Pologne
- 2002 : Made in China, Fondation d’Art Contemporain Daniel Florence Guerlain, France
- 2002 : La Première Triennale de Guangzhou, Musée d'Art du Guangdong, Guangzhou, Chine
- 2002 : Images de Concepts : Exposition Invitée 2002 de Peintures Contemporaines Chinoises, Musée d’Art de Shenzhen, Chine
- 2002 : La Première Triennale d’Art Chinois Contemporain, Musée de Guangzhou, Chine
- 2002 : Rêve — Art Chinois Contemporain, La Fondation Red Mansion, Londres, Angleterre
- 2001 : 5 Artistes Chinois d'Avant-Garde, Galerie Artside, Seoul, Corée
- 2001 : Vers une Image Nouvelle, Musée National d'Art, Musée d'Art de Shanghai, Musée d’Art du Guangdong, Musée d’Art du Sichuan, Musée d’Art Moderne de Chengdu, Sichuan, Chine
- 2001 : La Première Biennale de Chengdu, Musée d’Art Moderne de Chengdu, Chine
- 2000 : La Peinture à l’huile Chinoise au XXe siècle, Musée National d’Art, Musée d’Art de Shanghai, Chine
- 1999 1999 :  L’art nouveau de Chine, Galerie Limn, San Francisco, États-Unis
- 1998 : L'Est rencontre l'Est dans l'Ouest, San Francisco, États-Unis
- 1997 : Guillemet — Art Contemporain Chinois, Musée National d’Art, Singapour
- 1997 : Rouge et Gris — 8 Artistes Chinois d’Avant-Garde, Galerie d’Art SooBin, Singapour
- 1996–97 : Chine ! — Art Contemporain Chinois, Musée d'Art de Bonn, Allemagne
- 1996 : La Première Biennale de Shanghai, Musée d'Art de Shanghai, Chine
- 1994 : L'Exposition annuelle des Œuvres des artistes nommés par les critiques d’art, Musée National d’Art, Chine
- 1993 : Exposition Chinoise d’Art d’Expériences, Musée d’Art du Sichuan, Chine
- 1993–97 : Nouvel Art Chinois : Après 1989, Exposition en Tournée Internationale ; Hong Kong, Australie, Canada, États-Unis, Royaume-Uni
- 1993 : Nouvel Art Chinois : Après 1989, Centre d’Art de Hong Kong, Chine
- 1992 : La Première Biennale de Guangzhou des Années 90, Guangzhou, Chine
- 1991 : La Première Exposition Annuelle de Peintures à l’Huile Chinoises, Musée d’Histoire Chinoise, Pékin
- 1987 : Cinq Artistes Internationaux, Bielefeld, Allemagne
- 1987 : Peintures de Zhou Chunya et Lu Xiaobo, Gesamthochschule Kassel, Allemagne
- 1985 : Exposition de l'Art à Venir de la Jeunesse Chinoise, Musée National d'Art, Chine
- 1984 : 6e Exposition Nationale d'Art, Guangzhou, Chine
- 1981 : La Deuxième Exposition de l’Art de la Jeunesse Chinoise, Musée National d’Art, Pékin, Chine